# 聖劍使的禁咒詠唱
《聖劍使的禁咒詠唱》（日语：聖剣使いの禁呪詠唱）是一部由淡群赤光創作的輕小說，插畫由refeia負責。小說由SB創意的GA文庫出版。於2014年決定動畫化，並於2015年1月播放。

## 故事簡介
前世為公主劍士，與兄長立下愛的誓約，擁有自己是其親妹妹記憶的少女早月
前世身為冥府魔女，在另一個前世常伴君側、與之並肩作戰的少女靜乃
跨越命運輪迴，同時與心愛的兩人邂逅的少年諸葉，夾在早月和靜乃之間左右為難，
而在能將前世記憶轉化為力量的轉生者學園中，史上首位兩股前世之力(劍聖跟禁咒使)同時覺醒者諸葉，開始踏上無比奇特的命運旅程，為了拯救以永遠的羈絆連結的最愛的兩人，學習劍與魔法。
如今，少年將在動亂的現世中披荊斬棘，譜下自己的史詩。

## 登場人物
※聲優為廣播劇CD／電視動畫。

### 主要人物
灰村諸葉（聲：石川界人／同左、嘉山未紗（幼少期））
1年1組／15歲／D→C→S級／白鐵、黑魔
本作男主角，擁有兩個前世記憶的少年。但卻都是片段的記憶（以戰鬥為主）。
因為是唯一擁有兩個前世記憶的人，因此被稱為太古之龍或最古老的英靈，且能使用光技與闇術。因能使用光技與闇術的關係，在作為救世主覺醒時便具有相當於C級甚至是B級的實力，而且由於有關前世的記憶大多都是戰鬥部份，因此能藉由前世的記憶來鍛鍊自己，使自己的實力於短時間內突飛猛進。
七歲時父母去世成了孤兒，被姑丈夫婦收養。進入亞鐘学園就讀主要理由也是因為不想給姑姑他們經濟上的困擾。
戰鬥時以自然體為基本，強調自然的狀態下才能毫無保留無浪費的將能力發揮出來，但同時又有著捨棄自然體進而化身成人形的異類的另外一面。
受惠於前世聖劍使的記憶，擁有能夠觀察對方神力來判斷對方的類型、出手招數、攻擊目標，仰賴這種獨特技能使得諸葉雖然實戰經驗不多但是仍然有著出類拔萃與人對戰能力，而為了戰勝《異端者》又自創融合技法，將闇術融入聖劍中，藉由調和兩種相反的力量使破壞力爆發性提昇的太極技法，之後為了能夠更加靈活的同時運用闇術與光技兩種技能，開發出利用劍路的斬擊與用腳來繪畫詠唱闇術的技術。
擅長火屬的闇術。不但有著足以壓倒被稱為擁有世界最強魔力俄羅斯分部長的魔力，其拼寫速度亦是世界最快級別，除了法國分部長以外無人可及。
與前世的妹妹早月抱持著好感及喜歡伴侶靜乃，在動畫最後和靜乃kiss但被早月阻止，被摩耶戲稱為「是那種許多女孩子會讓你吃苦頭，也會因你而哭泣的面相」。
第一卷末独自一人打败了本应动员全日本的救世主才能打败的多頭種「超弩級」異端者。
第二卷末為了靜乃而與S级救世主爵士·爱德华交战，雖然結果算是平手，但是以達成目的而言是諸葉贏了，之後被爵士·爱德华認可為S级救世主，並且公布於白騎士機關。
第三卷中与队伍成员合力打倒了史上最强，不但體型超過300公尺也是第一只被发现的巨蟲種與多頭種的混種「要塞级」異端者。
第四卷中面對俄羅斯的暗殺者「食人魔」的襲擊，由於魔力與神力被封鎖而在戰鬥中使劍技迅速的成長，最後成功將完全的聖劍「沙拉迪加」召換將魔劍擊斷，後因看不惯雷帝的处事风格，向俄罗斯分部宣战。
第五卷中前往俄罗斯，与俄罗斯分部众多分部长战斗却没有杀死任何一人（但以後各分部长都被雷帝殺了）。在同时与九位分部长的战斗中为保护AJ而被雷帝的九階闇術【稻妻之魔龙】击中，濒临死亡。后被AJ救活，并与九位支部长中的稳健派结成同盟，协助讨伐了「强弩级」异端者。第五卷末与前来支援的实战部队一起进攻雷帝所在的叶卡捷琳堡，并以十三階禁咒「吞喰世界之蛇」戰勝雷帝的十三階禁咒「天界十字軍」。
第六卷中拒絕法國支部長的挖角，面對其武力脅迫正面回擊。在早月的支援下補充毀損的ID卡，之後藉此再次成功將完全的「沙拉迪加」召喚，並且以覺醒的熒惑「切斷的概念」將查爾斯的右臂斬斷，但是卷末卻遭遇史上第一個出現的「魔神級」異端者。
第七卷中被中國分部長代理魯七星懷疑是操縱異端者的黑幕，在其與日本分部的幹部合謀下遭收押至「牢獄魔女之館」。於眾人幫助下成功脫困後與魯七星進行戰鬥，由於魯七星將蕾莎、早月、靜乃三人打傷的關係而憤怒到幾乎失控，將其雙手打斷並將雙眼斬傷。卷末與查爾斯、靜乃一起，三人聯手將「魔神級」異端者殲滅。
固有秘法為冰屬十三階梯的禁咒〈摩訶鉢特摩地獄〉與水屬十三階梯的禁咒〈吞喰世界之蛇〉。
固有秘寶為聖劍「沙拉迪加」，不僅是古今無雙的寶劍而且還能過濾神力，可以將諸葉的通力粹練成更為純粹的力量，將通力昇華成神通力。
熒惑的根源是「切斷的概念」，是一種不分虛實、有形或無形，都一併切斷的能力，也並非實體具現的刀刃而是一種意念，所以即便是物理上觸碰不到的距離，也可以將「距離的概念」切斷，將遠處的敵人斬斷。是名符其實的一擊必殺技，但是此技必須要花費時間凝聚神力，而且威力過於強大，若是控制失敗可能連世界都會被斬斷。
弗拉格
諸葉的前世之一，原本是一個小國的王子，有一個名為莎拉夏的妹妹。擁有壓倒性的神力並且練就一身絕世的武藝，為了常伴在身為聖劍巫女的妹妹身邊而自願成為聖劍的守護者，手持聖劍「沙拉迪加」與暴虐的帝國作戰，幾乎可以說是以個人之力與整個帝國作戰長達數十年之久。雖然成功將帝國瓦解，卻因為數十年來過度的濫用而導致身體殘破不堪，變成只能依賴神力包覆身體強迫性的驅使身體，結果造成本來就壓倒性的神力又更加無止境般的增強，因此被原本的同伴所畏懼，過去的同伴為了將其殺死甚至虜走薩拉夏，而此舉卻又激怒了弗拉格。為了奪回莎拉夏，弗拉格與過去的夥伴以及聯合的軍隊為敵，最終以「切斷的概念」將整個世界都切成碎片。
休·沙烏拉
諸葉的前世之一，原本要繼承一國之王的王位，但是卻遭到篡奪，不但被打入地牢還被特製的吸取魔力的鎖鏈所困，在地牢中與作為奴隸的靜乃的前世交情甚好，在其為他送飯時指導闇術的使用。成功脫逃後以壓倒性的魔力奪回城堡，並且以十三階的禁咒與錯誤的世界對抗，深受人們的畏懼而被稱為「冥王」。
嵐城早月（聲：竹達彩奈／同左）
1年1組／D級→B／白鐵
前世是諸葉（弗拉格）的妹妹莎拉夏，聖劍的巫女。性格傲嬌而衝動且單純，經常憑著一股熱血行事，但是非常喜歡諸葉，只要是被諸葉賦予的任務就會拼命完成。為了尋找哥哥而來到亞鐘學園，並在開學典禮結束時發現灰村諸葉的前世是弗拉格。
為了成為能夠匹配諸葉的妹妹，非常積極的學習各式各樣的才藝，在校學習也一向保持優等生的姿態，而且積極的展現自己的優點給周圍的人，雖然因此在同級生間無形的生成一道橫溝而沒什麼朋友，但是在實戰部隊中卻相當受到學長們的信賴。
戰車型白鐵，擁有極高的潛在能力，能以開啟六門的狀態下與同為戰車型且七門全開的索菲亞對戰。
有著破格級的成長速度。就算加上入學前兩個月就開始的自學時間，作為救世主覺醒大約九個月就已經掌握七門並且開始鑽研習得五星技，比起一般學生要入學一年才能開啟七門而言是遠遠超越優秀的範籌。即使放眼亞鐘學園的歷史，能擁有這種成長力的人也不到十人。
漆原靜乃（聲：悠木碧／同左）
1年1組／D級（真正實力是A級）／黑魔
前世被人稱為「冥府的魔女」、「王佐的魔女」，是被諸葉（休·沙烏拉）解放的奴隸，其後成為他的伴侶。
家中富裕，兄長是學院理事長，但與兄長關係很差。喜歡諸葉，個性沉著冷靜，但是一旦牽扯上諸葉就會動搖，經常為了諸葉而犧牲自己以身犯險，常常捉弄諸葉和早月。
由於家裡的因素而在入學前一年就已經開始訓練黑魔能力，再加上天賦過人的關係，在入學後就成為實際上的亞鐘學園內擁有最強魔力的人，不但遠勝於實戰部隊的副隊長甚至也比學園長要強，在暑期集訓時也迅速的達到四階闇術的學習目標。
擅長冰系闇術，同時擁有可以化作冰龍型石像兵並且會自行應對靠近的敵人的固有秘寶「龍杖納古拉維茲」，整體實力已達A級程度。不過由於個性懶散，不管是上課時還是實戰部隊訓練時都沒有展現實力，因此雖然擁有A級的實力但是卻仍維持在D級。
四門摩耶（聲：小倉唯／同左）
一直伴隨亞鐘學園校長的10歲少女，由於很早就作為救世主覺醒因此被限制而沒有上學，於小說第二集校長的安排下成為諸葉的室友。
擁有固有祕法「夢石的面晶體」，是一種能在範圍內張開結界，將其範圍轉換成夢境的闇術祕法，在結界內受到的傷都會在離開結界後恢復，遭到破壞的物件也會在結界解除後修復，是亞鐘學園訓練時所仰賴的祕法，也是亞鐘學園之所以能成為全世界層級最高的培育機構的最大原因。對灰村諸葉有好感。
百地春鹿（聲：內田真禮／同左）
2年／C級→B／白鐵
實戰部隊的一員。被諸葉稱為「小百學姊」。擁有學園最強的神足通能力者，是諸葉的搭檔，因為除了她以外沒有人能跟上諸葉的速度。
雖然是學園第一神足通使用者，但是卻對於自身沒有強力的攻擊力這一點自卑，在諸葉的幫助之下學會「貪狼」並且很快的將其精通，成為能夠達到五分身的絕技。對灰村諸葉有好感。在小说最终卷中为最后与诸叶在一起的后宫之一，并跟他有了一個8個月大的孩子。
艾蕾娜·阿爾莎維娜（聲：無／上田麗奈（日语）、Jenya（俄語方言））
1年／C級／白鐵
俄羅斯留學生，暱稱蕾莎。是俄羅斯的雷帝派遣至日本企圖殺死諸葉的暗殺者，代號「食人魔」。
持有固有秘寶「雷普拉贊」，是一把擁有能夠吞噬魔力與神力的魔劍。由於一旦使用魔劍的能力自己也會無法使用神力，因此比起提昇作為白鐵的能力更加注重於武術與劍術的修煉，是俄羅斯培養的「專殺救世主的救世主」。
十歲時奉雷帝的命令襲擊過S級的愛德華，由於魔劍的能力將愛德華擁有的龐大神力無力化，但是卻沒有突破固有秘寶「銀嶺阿卡斯甸」的手段因而以平手結束。
因為被植入虛假的記憶，一直都在為了不存在的弟弟努力替雷帝賣命，過著不斷暗殺與清理失敗者的生活。在被諸葉打敗又被靜乃揭穿後失去生存意義時被諸葉接納成為家人，從此脫離俄羅斯分部留在亞鐘學園生活，並且決心無論諸葉未來將前往何處都會跟隨他。對灰村諸葉有好感。
小說22卷的結局中，已經懷了灰村諸葉的孩子。

### 亞鐘學園

#### 實戰部隊
石動迅（聲：無／中村悠一）
3年2組／A級／白鐵
石動巖之兄，實戰部隊隊長。
人品高尚、個性認真又有責任感，率領亞鐘學園的實戰部隊討伐《異端者》的數量甚至超越日本分部的正規部隊，而因此被人稱為黃金世代。
一直以來被別人稱為頑固的死腦筋，但是自己卻以此為根本，愚直而努力的磨練自己，最終成為了學園最強並且是全日本不到十人的A級強者。
原本對於成為A級的自己已經滿足，直到諸葉出現後又再次重拾想要變強的心情，不將諸葉當成無法追趕的規格外而是將其當成目標持續精進自己。
螢惑的根源是「雷電」，擅長以類似太白的方式使用，在斬擊的瞬間釋放。
神崎齋子（聲：無／小林優）
3年／B級／黑魔
實戰部隊副隊長。
平常總是喜歡濫用職權並且騷擾隊員，但是一到緊要關頭就會成為優秀的指揮者，有著可以統一零散的部隊的指揮能力，被人稱為「魔鬼副隊長」。
丈弦初介（聲：無／守川武尊）
3年／C級／白鐵
學園第一的晨星高手，擅長利用ID卡的可變化能力切換各式各樣的武器來戰鬥。
螢惑的根源為「線」，以神力凝聚而成的細線比鋼絲更加強韌且鋒利，擅長在敵人未發覺的情況下佈置陷阱後在引誘對方進入，甚至能直接在敵人的體內佈置直接從體內將敵人擊殺。
宗谷麻奈子
3年／B級／白鐵
不喜歡引人注目，打扮的有點土氣而讓人感覺存在感稀薄的女子，是天眼通的高手，即便是諸葉與春鹿超高速移動也可以如同慢動作般盡收眼底。丈弦私底下的秘密女友，不過基本上是因為丈弦對他著迷後努力追求後才答應在不公佈的前提下與他交往。
萬年堂龜吉（聲：無／內田雄馬）
2年／C級／黑魔
喜歡擺自創POSE來引人注目的正式成員，在二年級中算是相當有實力的人，因為加入了實戰部隊而自認為是明日之星，但是卻因為諸葉的出現而沒有如自己期望般受人注目，所以對於諸葉有一份偏執的惡意，也因此常常找諸葉的麻煩，但是大多最後都是自己被反過來被教訓，也常成為周圍的笑料，不知不覺的在實戰部隊中變成小丑般的角色帶給周圍的人笑點，雖然自己並不在意這點，不過周圍的女性卻都大多對他沒什麼好感，但是相反地大多男性都不討厭他，連諸葉都覺得他雖然很煩但是很有趣所以並不討厭他。
竹中（聲：無／石谷春貴）
2年／C級／黑魔
個性稍微懦弱的二年級正式成員，被周圍的人稱為草食系男生，不過實力是貨真價實的，直到春鹿升上B級前一直被認為是二年級第一的實力者。
索菲亞·梅爾蒂紮卡（聲：無／Machico）
3年／B級／白鐵
美國留學生，典型戰車型白鐵，在實戰部隊的白鐵中被視作僅次於石動隊長的強者，擁有在實戰部隊中第一怪力與前三的抗打能力。原則上是不使用武器的白鐵，因為自身的力量過於強大，因此ID卡變成的武器在使用一次攻擊後就會毀損。
對於後輩異常疼愛，經常把諸葉、靜乃、早月三個實戰部隊一年級新生抱起來進行臉頰磨蹭攻擊。

#### 其他學生
石動巖（聲：無／杉崎亮）
1年1組／D級／白鐵
石動迅之弟。由於迅向校長提出的「入學前先訓練巖，以補充實戰部隊的即時戰力」要求得到同意，所以比起普通學生要早兩年開始進行白鐵的修煉。
由於迅的訓練，正式入學時就擁有一般學生中的三年級生的實力，但是卻過於狂妄驕傲個性也過於衝動，在入學的第二天就由於發言不當而與早月起了衝突。雖然在比試中輕易的戰勝了早月但是卻在隔天被諸葉徹底打敗，之後不顧學校的規定自行離校回到家中，整天把自己關在房間裡足不出戶，其父本想把他拖出房間卻遭到暴力相向。

#### 教師
四門万里（聲：無／皆口裕子）
亞鐘學園長／A級／黑魔
校長。
金髮藍眼的美女。
固有秘法為〈轉移之門〉，可以不論距離瞬間移動到目的地的轉移術，但是一天只能使用一次，所以被日本政府列為限制使用的祕法。
田中太郎（聲：無／大川透）
1年1組擔任／白鐵
不清楚他的實力不過很強，在小說裡面他接近諸葉時諸葉完全沒發現他就在那，而且他的天眼通和天耳通涵蓋的範圍超過五公里。

#### 理事
- 漆原賢典（聲：無／遊佐浩二）

靜乃的哥哥，亞鐘學園的理事長。25歲。
標準的政客、野心家，凡事都先計算好得失，出資建設亞鐘學園也是為了跟日本分部保持良好關係，為了達到目的不惜利用靜乃。原本打算把靜乃送到英國本部成為幹部，不過因為諸葉成為日本的第二位S級而打消念頭，取而代之的是期望靜乃能跟諸葉結婚便於可以利用作為S級的諸葉對於白騎士機構的影響力。
- 漆原武典：靜乃的哥哥，亞鐘學園的前理事長。

### 日本分部
駿河安東（聲：無／石田彰）
日本分部長／SS級
六年前異端者出現前就已經覺醒的救世主。17歲，男性，個性自我高傲。擁有「千里眼」及「極東聖者」的外號。
使用被稱為《異端者》天敵的源祖之業，能夠探知全世界的《異端者》出沒情形，藉此通告各國應對，但是相對的每當《異端者》出現時都會伴隨著強烈的痛苦，越是強大的《異端者》痛苦程度也會更加的提昇。而被他消滅的《異端者》會像是被淨化一般消失於光芒中。既非白鐵亦非黑魔的稀有救世主。
因獨有技能的關係，支撐著白騎士機關的運作，使各國機關能夠迅速應對異端者的威脅，因此被判定為SS級。
曾经也是万里的学生，是一个随意的男子，自称喜欢美女也喜欢睡觉，诸叶的支持者，身上似乎存有某些秘密。
在最終決戰中，被灰村的終焉劫火禁咒，將肉體連同靈魂都給消滅了。
高梨恭子（聲：無／M・A・O）
分部長秘書／A級／白鐵
駿河安東的第一秘書，是文武雙全的才女，在日本分部裡被賦予比一般幹部更高的權限。由於安東雖然是對抗異端者的王牌戰力，但是對於異端者以外的威脅卻是無力，因此當秘書的同時也作為保鑣保護安東。
為安東的信徒，一心想把日本分部創建成安東的王國，因此與同樣熱心於權力的賢典可謂水火不容的政敵。雖然一開始也為諸葉的現身而高興，但是在諸葉的名望水漲船高後將諸葉視為會危害安東地位的威脅，因此同意了魯七星的提議，將諸葉收押至「牢獄魔女之館」。
但其實與魯七星也並非合作的關係，當賢典等人為了營救諸葉而使計將她逮捕以後，卻將責任全部推卸到七星身上。

### 英國本部
愛德華·藍帕德（聲：無／羽多野涉）
英國本部長／S級／白鐵
六年前異端者出現前就已經覺醒的救世主，信守騎士道精神富有領袖魅力，擁有「爵士」的地位，被讚揚是擁有地上最強神力的白鐵。擁有「白騎士」、「白騎士組織別名之源」、「鐵壁藍帕德」及「獅心」多種外號。
原本是英國的著名作曲家，因為認為有能者必須要肩負責任，所以在《異端者》現身之後便毫不猶豫的捨棄平穩生活奔向戰場，而在英國本部剛成立根基尚未穩固之時，為了英國本部勞心勞力，不但同時肩負與政府交涉、新人訓練、與分部抗衡，甚至將自己的私人資產拿出來支援英國本部，而在《異端者》出現時，只要需要也必然身先士卒的上前戰鬥，因此得到人們的讚揚。
擁有固有秘寶「銀嶺阿格斯頓」，是一種顛覆「攻擊容易、防禦困難」這種基本觀念的存在，擁有著絕對防禦強度的鎧甲。至今只有諸葉以太極技法將「銀嶺阿格斯頓」打出裂痕過，不過隨即諸葉的武器也跟著毀損。
安琪拉·強森（聲：無／小見川千明）
A級／白鐵
通稱「AJ」，是愛德華的左右手兼任秘書，以侍奉愛德華為榮，雖然忠於愛德華的命令行事，旦並非唯命是從的人偶，只要自己判斷必要，就會違背愛德華的命令獨斷行動。
武器為雙頭劍，螢惑的根源是「刃」，即便是空手的手刀也能如同利刃一般將目標斬斷，所以即使在戰鬥中失去武器也不會造成影響。
被愛德華派遣去當諸葉在俄羅斯的嚮導，過程中漸漸的對諸葉產生曖昧，曾因為諸葉被殺掉(看似被殺掉結果沒有)而衝出來大喊「灰村我來幫你報仇」，導致跟諸葉在空中相撞。

### 俄羅斯分部
瓦西莉莎·尤里耶芙娜·莫斯托沃雅（聲：無／森澤芙美）
俄羅斯分部長／S級／黑魔
六年前異端者出現前就已經覺醒的救世主，擅長雷屬闇術。個性急躁易怒，以恐怖主義統治著俄羅斯分部，絕對不允許部下的失敗，失敗者即刻處刑，人稱「雷帝」。
在瓦西莉莎的恐怖統治下，俄羅斯是唯一沒有救世主養成機構的國家，直接把新人推上戰場，戰死者即為失敗者，而存活者便是成功者。俄羅斯的救世主大多都是孤兒而求助無門，因此俄羅斯分部的正式隊員被外界的人稱為地上最兇最惡的部隊。
擁有第十三階禁咒「天界十字軍」，是一種創造上千雷電獸的戰略級魔法，同時持有能變成火焰鳥型石像兵的固有秘寶，敗給諸葉之前是被讚譽為地上最強魔力者，也是六頭領中擁有最強火力者。在敗給諸葉之後引退幕後，成為名義上的分部長，實權交託給穩健派。
卡蒂亞·艾絲柯伯納·本田（聲：無／佐倉綾音）
俄羅斯分部地方局長／A級／黑魔
隸屬於俄羅斯分部的葉卡潔琳堡的分局局長，有日本血統，是穩健派代表之一，在A級裡也是能使用六階闇術的頂尖實力者。
原本對於雷帝的恐怖政策就相當反感，但為了保護俄羅斯仍然選擇相信雷帝，但是諸葉襲擊俄羅斯分部時雷帝卻把出現的弩級《異端者》放置一旁優先組織部隊對付諸葉，而後又見證了諸葉的人品，以此為契機決心幫助諸葉推翻雷帝的暴政，替身受重傷的諸葉療傷後集結穩健派成員反叛雷帝。
尤里·奧來古比奇·日爾科夫（聲：無／大森日雅）
俄羅斯分部地方局長／A級／白鐵
隸屬於俄羅斯分部的新古比雪夫斯克的分局局長，是穩健派代表之一，能操縱重力的頂尖強者，曾經以留學生的身份到英國的救世主培育機構考察環境，但是考察期間卻僅花一個禮拜便將當時的三年級前輩全數打敗後放棄留學。
違反雷帝迎擊諸葉的命令帶領部隊迎擊出現在西伯利亞的弩級《異端者》，在危機之時被強奔趕上的諸葉所救，之後與卡蒂亞一起集結穩健派成員對雷帝揭起反旗。
熒惑的根源是「重力」，擅長直接釋放出來化作無形的重力枷鎖束縛敵人。

### 美國分部
艾琳·海柏利（聲：無／釘宮理惠）
美國分部長／S級
六年前異端者出現前就已經覺醒的救世主，追求效率行事，而以Skype遠端連線的方式參加六頭領會議。擁有製作武器防具道具的源祖之業，不管是召喚前世武器的學籍牌還是能感應通力、魔力進行變化增加韌性與強度的戰鬥服，全都是由她一手打造。與駿河安東一樣，是既非白鐵亦非黑魔的稀有救世主。
擁有「工廠」、「唯獨一人的砲兵旅」及「巨人殺手」的外號。

### 法國分部
查理·聖日耳曼（聲：無／子安武人）
法國分部長／S級／黑魔
六年前異端者出現前就已經覺醒的救世主，擅長冰屬與火屬闇術。性急而以力量主義抑制部下，擁有高速拼寫並且省略詠唱黑魔的能力，人稱「巴黎的聖日耳曼」、「異端魔法師之正統」、「艾菲爾鐵塔的魔術師」。
第十一代「太陽的搖籃」的首領，擁有初代首領的血統因而被第十代所收養並且持續培養以成為下任首領。不過本人卻對於組織內部的排他主義抱有疑問，在與弗拉維相識並且相戀後將一些雖然有實力但是卻因為人種關係而被排斥的成員集結，推翻作為義父的第十代後成為第十一代首領。
原本對於政治並沒有興趣，但是自從失去未婚妻後徹底改變作風。為了不讓事件再次發生，利用龐大的資金收買了法國政界中許多有力的政黨人士，甚至連法國首相都是其中之一，讓自己成為能在法國內為所欲為的權力者。同時也積極與同為激進派的俄羅斯交流，雖然與俄羅斯的「只需要少數精英」作風相反是「先把人數堆積起來」，不過同屬激進的兩個支部間有私底下的互助協議，但是在諸葉將雷帝擊敗後此協議也等同作廢。
弗拉維的婚約者。在五年前曾被法國保守派中的極右派政治家要脅「放逐法國支部內非純正血統的人」，否則對弗拉維不利。其後消滅暗殺者後返回辦公室，發現弗拉維已被擄走。在五年後聽信老婆婆的預言，認為諸葉能引導自己與弗拉維再遇，而從法國來到日本並勸誘諸葉加入法國支部。其後勸誘失敗，率領手下希望通過綁架諸葉朋友的方式，以強行逼其前往法國，結果卻是全體被擊潰。在與諸葉的戰鬥後遭遇魔神級的《異端者》，並發現《異端者》內囚禁著弗拉維。
並未擁有禁咒，甚至連七階以上的闇術也無法使用，但是卻是世界最強的闇術使。擁有著和諸葉同等級的拼寫速度，但是卻有著可以將手指同時分段拼寫闇術咒語的技術，因此擁有比諸葉快將近五倍的發動速度。而且即便捨棄詠唱會造成闇術的威力衰弱，卻能藉由雙手同時發動闇術補足威力，一階闇術甚至能使出無間斷、無間隙的闇術十連擊，在闇術的領域裡是連諸葉都無法抗衡的對手。
擁有固有祕法「一千零六十三英呎的高座」，是一種真正實現飛行的闇術。配合作為世界最強的闇術使的實力，便可發揮出壓倒性的轟炸威力。
弗拉維·薩科
黑人美女，查理的婚約者。法國分部的副部長，是「太陽的搖籃」的左膀右臂。與查理做了超過5年的商業夥伴，同時亦是一名魔術師，是曾與查理一起奪取權力的戰友。
五年前被法國保守派中的極右派政治家雇傭的「無形者」所擄。五年後因不明原因被囚禁於魔神級的《異端者》內。

### 中國分部
御老人
中國分部長／SS級／白鐵
六年前異端者出現前就已經覺醒的救世主，是個年齡不詳的老人。喜歡自由自在不受拘束的生活，常常隨心所欲的自由行動而行蹤成迷。雖然身為中國支部長的職位但是卻對於權力與利益的鬥爭完全沒有興趣，連六頭領會議都從不參加，對於白騎士機關的活動始終保持著「既不干涉，亦不被干涉」的態度。
由於支部長的個性而影響中國支部整體，導致中國支部的成員等級都不高，但是這反而突出了作為支部長的他與身為他弟子的七星的異常強大的實力。持有固有秘寶「金箍兒」，是一個只要將其戴上就能把神力與魔力都封鎖並且當事人無法自行取下的拘束用寶具。
是真正的「仙人」。雖然一般而言白鐵的肉身都受到神力的影響，神力越是強大的白鐵其肉體老化的速度也會更緩慢，但是御老人是將此以獨特的修行法持續修煉到極致的人，甚至據傳已經活在世上數百年。
魯七星（聲：無／綠川光）
分部長代理／S級／白鐵
中國分部長的弟子，亦是其左膀右臂。由於其師面對事物始終保持置身事外的態度，因此實際上是中國分部的實權代理者，也會代替師父參與六頭領會議，因此與另外五位分部長相識。
遵從師父的命令，即使被人以生命威脅也不會違背師父的指示。面對他人雖然一副表面恭敬的姿態，但是言語之間卻毫無尊敬之意，單純只是因為被師父命令才會擺出一副低姿態。
因為不想面臨死亡所以渴望習得仙人的長壽之術，為了成為仙人所以對師父的命令絕對遵從，但是卻會在師父的容許範圍內為所欲為。城府極深，與中國分部的作風完全相反，為達目的不擇手段，甚至為了排除妨礙他修行的異端者而在第七卷把諸葉當成黑幕關到異空間內。
以後把守「牢獄魔女之館」並將營救諸葉的蕾莎、早月、靜乃三人打成重傷，但隨即被脫困以後因而憤怒到幾乎失控的諸葉將自己的雙手打斷並將雙眼斬傷。隨後「魔神級」異端者出現時卻獨自逃跑，逃跑時仍抺黑諸葉是操縱異端者的主謀。

### 牢獄魔女之館
牢獄魔女之館
為了監禁犯下大罪的日本S級救世主，由日本支部委託法國支部中被賦予「靈體＝3」地位的蔻依·雅萊一手打造的監牢。別館的本體是由她的石像兵變化而來，而內部則是異空間，不但有著外表所看不出的龐大空間而且以一定的順序連結著各個房間。
惡魔（Demon）/熾場亮
囚犯／S級
由於行事作風迥異不服救世主機關得指示而被愛德華取名稱號「Demon」。不喜歡與他人交際，過去由於犯下大罪而被收押到「牢獄魔女之館」內的罪犯，有著能夠感受他人體內的神力熱力來判斷對方的實力的獨有技能。
白井宇佐子
自稱奈麗的女子，外表看上去大概20歲出頭，生活在「牢獄魔女之館」內，喜歡幫別人取一些奇怪的稱號，常常穿著內衣在館內到處行動。
是負責照顧入住者生活起居的人，有著極為高超的下廚手藝，因為一直以來館內只有她跟「惡魔」兩人在，而「惡魔」又不喜歡跟人交際，因此一直都很孤單。在諸葉被關到館內時很喜歡調戲諸葉，連吃飯時都強迫性的以餵食的方式來跟諸葉調情。

## 用語

### 源祖之業
源祖之業，是指救世主們於前世使用的奇跡之力及其總稱，分為「光技」與「闇術」。通常救世主只能使用「光技」或「闇術」。

#### 光技
光技，是提升身體能力的技能的總稱。透過打開身體七處的氣門（左手、右手、左腳、右腳、丹田、心臟、眉間）以汲取並使用神力。
光技的使用者會被稱為白鐵。
剛力通
光技的基礎技之一。是透過神力來增強氣力的技能。
天眼通
將神力注入雙目以提升視力和動態視力的技能。
天耳通
強化聽覺的技能。
內活通
光技的基礎技之一。用神力活化自身細胞的技能，藉此增強體力來進行療傷或是去除異常狀態。
金剛通
光技的基礎技之一。透過汲取神力使身體硬化達至防禦力上升。
耐魔通
金剛通的應用技。應對魔力攻擊、咒力攻擊的防禦方法，但是除非雙方的神力與魔力的差距太大，否則基本上無法完全防禦。
金烏
金剛通的上級技。將神力集中於體內的一點以獲得極限的防禦力。
玉兔
金烏的配對技。將時間凝縮使自身於一瞬間內無敵。此技能可以完全防住闇術，但是由於效果只有一瞬間，因此不利於防禦持續效果較久的高階闇術，而且就算想用來防住低階闇術，要是時機拿捏錯誤就有可能變成以無防備的狀況下被闇術直擊。
崩拳
剛力通和金剛通合併而成的技能。能強化拳頭。
五星技
太白
五星技之一，是將神力注入武器使用的武器技。是一種將破壞的意志伴隨神力一同注入武器的招式，只要令對手受傷神力就會侵入對方體內，從內部開始破壞對手身體，是一種既單純而又強力的招式。
太歲
五星技之一，將神力注入武器使用的武器技。是一種將破壞的意志與神力藉由空揮產生的風壓與風刃來攻擊對手的招式，雖然沒有武器也能使用，但是會因為力量無法集中而導致攻擊距離大幅度的降低。
螢惑
五星技之一，是一種將神力轉化成根源的能力的招數，由於白鐵的根源各有不同，而慣於展現出來的形式也不同，因此也成了白鐵之間最大差異的技能，是高等的光技，被視作白鐵的秘藏絕招。
辰星
五星技之一，將神力注入武器使用的武器技。亦即念動力，可以將神力注入處碰到的東西後加以用意念使之自行行動，是一種很難學習但是卻又稱不上實用的招式，只有少部份使用特殊武器的白鐵才會鑽研此技。
鎮星
五星技之一，是一種不傷害對手肉體僅對精神產生衝擊使其昏倒的鎮壓用技能。
神足通
光技的基礎技之一。將神力注入雙足通常會得到難以想像的速度和跳躍力。
貪狼
有七種的《神足通》的衍生技的其中之一，被冠以北斗第一星之名的奧義。一種在瞬間爆發出最高速以產生分身進行多方位攻擊的步法。
巨門
有七種的《神足通》的衍生技的其中之一，被冠以北斗第二星之名的奧義。一種利用緩急速度變化來產生用作誘餌的殘像的步法。
祿存
有七種的《神足通》的衍生技的其中之一，被冠以北斗第三星之名的奧義。
文曲
有七種的《神足通》的衍生技的其中之一，被冠以北斗第四星之名的奧義。一種雖然會把最高速抑制但是卻能無視環境與立足點的惡劣，不論是牆壁還是水上都能予以行走、奔跑的步法。
廉貞
有七種的《神足通》的衍生技的其中之一，被冠以北斗第五星之名的奧義。一種將氣息與聲音完全遮斷的隱密步法。
武曲
有七種的《神足通》的衍生技的其中之一，被冠以北斗第六星之名的奧義。一種絕對直線前進的突擊步法。
破軍
有七種的《神足通》的最高級衍生技，被冠以北斗第七星之名的奧義。一種神速移動的步法，可以在瞬間縮短敵我距離。

#### 闇術
闇術，指使用魔力及吸取自然界的能量並將其變換為自身所期望的能量的技術。
闇術的使用者會被稱為黑魔。
魔法詠唱的行數會以第n階梯作為分類。行數增加，成功的困難度與威力亦會相對的增加數倍，如果能靈活自如的使用三階闇術就已經算是B級救世主。
理論上一般黑魔所能使用的闇術能到達第九階梯，但是實際上八階以上闇術全世界只有雷帝跟諸葉能使用，因此在諸葉出現前是被稱作雷帝的固有祕法的術式。
超越常理之外的第十三階梯的闇術是禁咒，由於威力之強、範圍之廣的緣故，每次使用都會相對的改變周遭環境，是以改變部份世界為代價才能使用的禁忌術式。
一般屬性闇術
|      | 一階     | 二階 | 三階     | 四階     | 五階       | 六階     | 八階       | 九階       | 十三階         |
| 火屬 | 火焰     | 猛火 | 火葬     |          | 黑繩地獄   | 紅蓮地獄 |            |            | 无间炼狱       |
| 冰屬 | 冰之吐息 |      | 凍影     | 狂風暴雪 | 死靈暴風雪 | 冰結地獄 |            |            | 摩訶鉢特摩地獄 |
| 風屬 | 撕裂疾風 |      |          |          |            |          |            |            |                |
| 雷屬 | 閃電     |      | 狂亂雷球 |          |            |          | 稻妻之螺旋 | 稻妻之魔龍 | 天界十字軍     |
| 水屬 | 水流破   |      |          |          |            |          |            |            | 吞喰世界之蛇   |
其他種類闇術
| 一階：精神之劍     | 一階：精神之槍       | 一階：傷口的治療 | 一階：束縛 | 一階：幻影之像 | 一階：遠見 |
| 一階：羽毫的體現   |                      |                  |            |                |            |
| 三階：萬物安眠     | 五階：月銀之槍       |                  |            |                |            |
| 結界闇術：抑制場地 | 儀式闇術：上天的障壁 |                  |            |                |            |

#### 固有秘法
摩訶鉢特摩地獄
使用者：灰村諸葉
會製造出範圍極廣的極寒地獄。雖然諸葉使用時因為摩耶的結界而降低了對周圍的影響，僅只有讓夏天時節出現數日的暴風雪的程度，但是實際上使用這個禁咒的範圍相當於是一個小國的程度，而範圍內的世界將失去四季變化變成永久凍土的禁術。
被分類為冰屬十三階梯的禁咒。
禁咒〈摩訶鉢特摩地獄〉綴寫：
終結者啊 冰狼啊 借汝之氣息予吾 賜吾比死亡更冷寂的冰凍
盛者必滅為世間法則 為神所定下的不可避免宿業
如水往低處流 奪走所有生命吧
如時光也冰封 展示萬物靜止的世界吧
誰也不會被毀滅 展示連破壞者都不存在的永劫與極致之美吧
吾乃拒絕理解之人 僅追求絕對之人
多麼醜陋啊！
生命成群蠕動 終日滋長散發腐臭 何其不可思議
吾不認可其類 吾不理解其類
吾之所望 一片雪白的景色
吾之所望 美麗的死亡世界
吾之所望 醜陋的萬物淹沒 一個冰封的世界
 吾之所望 所有的一切停息 停息 停息
吞喰世界之蛇
使用者：灰村諸葉
會製造出吞噬所有東西的魔海，將一切對施術者有敵意的存在全數吞噬殆盡。使用後水並不會就此消失，而是直接在原地生成一個大型的內海。
被分類為水屬十三階梯的禁咒。
禁咒〈吞喰世界之蛇〉綴寫：
萬物皆從水生
萬物終歸於水
水即是生亦是死
曾經的生母被蛇吞噬
萬物流轉 唯時間之流逝不可違抗
似浮舟覆於大江 終被江水吞噬
嗚呼 在無情無常的攝理中
不過那份無情、無常也無比的心愛
母親面容早已被忘記
這個身體成為蛇 張嘴盡吞十億土地
浩劫的空虛未被填覆
厭煩浩劫的愉悅
 萬物 流轉 回歸於我的腹中
黑繩地獄
使用者：灰村諸葉
動畫第2話 對決多頭種
 <黑繩地獄> 綴寫：
冥界的煉獄之炎  地上的燎原之炎
火焰平等地燒除一切善惡混沌 化為淨化一切的慈悲
讓所有生靈歸於塵土
神明捨棄世人
 荒廢的世界永無終結 喇叭吹響 審判的時刻到來了
降魔黑劍
使用者：灰村諸葉
動畫第12話 對決太古之龍
 <降魔黑劍> 綴寫：
冥界的煉獄之炎  地上的燎原之炎
火焰平等地燒除一切善惡混沌 化為淨化一切的慈悲
讓所有生靈歸於塵土
最終是成為今世 又或為來生
化作焦土的故鄉 如今荒涼的地面
 隨處可見 無盡的絕望
天界十字軍
使用者：瓦西莉莎·尤里耶芙娜·莫斯托沃雅
會召喚出廣大雷雲以生成無數的雷獸的戰略魔法，是一種能產生空中與地面的完全包圍網的兇惡術式，而且雷獸的體型與型態也會根據施術者的意志改變。由於其破壞威力強大，因而會使一面廣大的土地被破壞成不毛之地。
被分類為雷屬十三階梯的禁咒。
禁咒〈天界十字軍〉綴寫：
起舞吧，起舞吧，雷霆之兵
招來迅雷，千雷，萬雷。
世上無永生者，貪圖須臾間的快樂
在這一瞬間全部捨棄
苟活著的人啊，你們還不能死。今宵將成為千年一度的祭祀
結束吧，結束吧，結束吧，結束吧
讓所有的生命凋零終結，讓靈魂解放飛升
脫去所有的負重，在天地間翺翔的這心情啊！
殺吧！殺吧！殺吧！殺吧！
將這種輕盈，這種躍動，這種自由，這種幸福分享給所有的人吧
啊，死亡是這般美好！
結束吧，結束吧，結束吧，結束吧 殺吧，殺吧，殺吧，殺吧
 今宵，便是千年一度的殺戮盛宴！
夢石面晶體
使用者：四門摩耶
會製造出一空間並轉移現實世界的相位至該空間的結界闇術。在結界內受傷的人或是破壞的物件，當離開結界或是結界解除後便會恢復（死亡則不明）。對於如同超人一般的救世主們而言，這個祕術是能讓他們即使在訓練時也能全力行動的重要祕法，也正因此祕法才讓亞鐘學園成為全世界最頂尖的救世主培養機構。
轉移之門
使用者：四門万里
能將複數的人員瞬間轉移至幾百公里以外的地方，但有一定的限制（例如每日只能使用一次等）。
禁咒
我傾訴望鄉 我傾訴懷鄉
路途遙遙千里之外 萬里之外的故鄉啊
是我伸手難及的地方
我傾訴妄执 我傾訴憎惡
以此情感 連接起相隔的距離
一千零六十三英呎的高座
使用者：查爾斯·桑傑爾曼
是世間絕無僅有的真正實現飛行的闇術。

### 其他
救世主
擁有力量的特殊人群。是遙遠星球和遙遠過去的英雄轉世。
通過夢境的形式體驗前世英雄的行為、思想、事蹟以及記憶。
大致上分為兩類，分別是白鐵和黑魔，其他類別的救世主數量則較少。
白騎士機關
救世主為打倒異端者而建立的機構，本部坐落在英國，在俄羅斯、中國、日本、美國、法國分別設有支部。工資待遇十分好。
救世主根據力量的強弱會被分成5個等級，S>A>B>C>D。但是由於救世主存在的目的是消滅異端者，所以分級的基準是以異端者為對手時所能發揮出來的戰力來判斷，所以以人為對手的話上位的級數並不一定強於下位。
D級為弟子級別，學園學生基本都是這個等級。
C級為一般級別，是得到認同而能與異端者作戰的人。
B級為精銳級別，C級隊員取得相當戰功後便能升級到該級。
A級為王牌級別，是各地的救世主部隊的隊長級人物，全日本還不到十人，連廣大的俄羅斯也不過只有十多人。
S級被稱為怪物，是能夠以個人之力打敗「一個人絕對無法戰勝的《異端者》」的披著人皮的異類，在灰村諸葉出現後的現在全世界也僅只有七人。
SS級是擁有特殊技能，對於異端者可謂天敵一般的存在，現今只有中國支部長及日本支部長，共兩人。
亞鐘學園
日本專門培訓《救世主》的學園，是全世界層級最高的救世主培養學園，因此他國也會挑選有望的新人送至亞鐘學園受訓。
寄宿制，而且學費全免，設備齊全（宿舍有一股高檔賓館的情趣，而且是單人房，除了床外還有書桌、衣櫥、液晶電視、書架、小冰箱、折疊式桌子、空調、電腦和網路）。
禁止學生打工。
實戰部隊
與異端者戰鬥的部隊，由亞鐘學園的學生所組成。正規隊員為14人。擁有C級以上的力量會被判斷為正隊員，而擁有接近C級的實力的人則會被認證為預備隊員。
神力
使用光技時所需的力量。透過打開身體七處的氣門便能汲取並使用。
魔力
使用闇術時所需的力量。
ID卡
以金屬製成，是學生手冊，上面刻著學校名、姓名、性別、學號等資訊。
對白鐵來說便是武器，注入神力和想像便能變成武器，愈強的想像。武器便愈接近前世時使用的武器。而少部份黑魔也能將稀有的固有秘寶顯現。
所有的ID卡都是由美國分部部長，S級的艾琳·海巴莉所造。
太古之龍
又稱為最古老的英靈，擁有二個前世，能夠使用二種源祖之業的《救世主》。在擁有前世的救世主靈魂之中，如果其中存在著在幾千萬年甚至上億年的輪迴中，未被耗損而再次轉生過的靈魂……此等龐大的靈魂被認為不可能是人類所能擁有，而是恆星級別的天體亦或者是神話世界的幻獸的靈魂。在諸葉出現之前只是個虛構的假想存在。
異端者
不應存在於地球的怪物。是在6年前出現的，它們從那裡來、習性等全都是迷團，現代武器完全無效因而造成相當大的損害，但是不知何故，《異端者》只會出現在日本、英國、美國、法國、俄羅斯、中國這六個國家，而不知是巧合還是別有原因，這六個國家各有一名早已覺醒的救世主，也就是在諸葉出現前的世上僅六人的S級成員。
會攻擊城市及市民，能與之對抗的只有《救世主》。
異端者似乎存在著不同的種類，例如頭的數目愈多代表愈強的多頭種，擁有非比尋常的生命力的海魔種，對光技有一定抗性的邪靈種，及搭載名為子的生物兵器的巨蟲種，不過由於人類對於異端者並不了解，因此分類並非絕對。
異端者按照其力量強大將其分成數個級別。
「普通級」:不具能力特徵，通常體型大約數米。一般而言要十多名救世主聯手擊敗。
「弩級」：具有能力特徵，通常體型約十米左右。一般而言要需要數十名救世主聯手。
「超弩級」：能力特徵極端強化，通常體型遠超越十米。一般而言要百名救世主連番作戰才能將其擊敗。
「要塞級」：於第三卷所出現的史上最大異端者。不但全長超過三百米，且是多頭與巨蟲的混種，被認為是將全國救世主聯手都未必能戰勝。
「魔神級」：於第六卷所現身的遠超越人類所認知的異端者。體型雖與人體一般，但是力量卻遠遠強過戰略級，且同時有著能與白鐵媲美的敏捷性與能與海魔種媲美的生命力，更甚者還有著基礎的智能，懂著戰略性撤退。戰鬥能力已經無法估算，連世界最強的黑魔查爾斯在準備萬全的狀況下都不敵其恐怖的實力。
咒力
《異端者》的力量根源。
《異端者》的身體本身就是咒力的凝聚體，因此雖然有種類上的分別，不過原則上體型的大小就等於異端者的強度。
六頭領
在六年前從突然出現的《異端者》手中守護國家的六名最強的救世主，分別就任六國的白騎士機關的部長。
太陽的搖籃
存在於法國內眾多魔術結社的其中之一，是已經存在數百年頗具歷史的結社。由於初代首領是自己覺醒的黑魔，因此與其他結社不同的地方在於，太陽的搖籃是真正由黑魔組成的魔法組織，結果在其他探索超自然與科學的結社眼中反而成為異端組織。
初代首領為「桑傑爾曼」，其後每代首領都會繼承此名號，不過組織內部早在很久以前就已經忘記初代首領的「革新」意志，變得頹廢、保守、拘泥權利，尤其排他主義非常嚴重，直到查爾斯為了改革成為第十一代的首領後才有所改善。
在異端者出現後由身為第十一代首領的查爾斯討伐，之後由於白騎士機關的成立，結社內的中心成員也成為法國支部的核心幹部，而支部內成員也以黑魔為主，且全部的成員都配備石像兵，能夠不依賴白鐵便能進行實戰。而核心幹部中最強的五人被冠上元素眾的稱號。
元素眾
太陽的搖籃內最強的五名黑魔，是在各自的元素中鑽研達到頂點的而被賦予這個稱號的人，然而所謂的元素並非是古老的地、水、火、風之類的概念，而是更為先進且實際的「固體」、「液體」、「氣體」、「力體」、「靈體」這五種元素。
這五人以自己的領域來鍊成石像兵，其中也存在超脫常識的黑魔，因此只要除去完全無法相提並論的S級後，這五人是足以稱為世界最強的救世主之一。
作為證明他們的實力，他們在各自的領與裡被賦予了「1」的編號，並且可以指揮編號「2」以下的成員，而這五人之間雖有強弱之分但是並沒有階級之分。

## 出版書籍

### 小說
| 集數 | SB創意         | SB創意                                                            | 尖端出版       | 尖端出版               |
| 集數 | 發售日期       | ISBN                                                              | 發售日期       | ISBN / EAN             |
| ---- | -------------- | ----------------------------------------------------------------- | -------------- | ---------------------- |
| 1    | 2012年11月15日 | ISBN 978-4-7973-7195-6                                            | 2014年4月11日  | ISBN 978-957-10-5559-6 |
| 2    | 2013年2月15日  | ISBN 978-4-7973-7305-9                                            | 2014年10月16日 | ISBN 978-957-10-5723-1 |
| 3    | 2013年4月15日  | ISBN 978-4-7973-7363-9                                            | 2015年1月22日  | ISBN 978-957-10-5853-5 |
| 4    | 2013年8月12日  | ISBN 978-4-7973-7472-8                                            | 2015年9月21日  | ISBN 978-957-10-5957-0 |
| 5    | 2013年11月15日 | ISBN 978-4-7973-7523-7                                            | 2016年1月14日  | ISBN 978-957-10-6373-7 |
| 6    | 2014年2月15日  | ISBN 978-4-7973-7556-5（通常版） ISBN 978-4-7973-7557-2（特裝版） | 2016年6月30日  | ISBN 978-957-10-6650-9 |
| 7    | 2014年5月15日  | ISBN 978-4-7973-7741-5                                            |                |                        |
| 8    | 2014年8月12日  | ISBN 978-4-7973-8016-3                                            |                |                        |
| 9    | 2014年11月14日 | ISBN 978-4-7973-8167-2                                            |                |                        |
| 10   | 2015年1月15日  | ISBN 978-4-7973-8248-8                                            |                |                        |
| 11   | 2015年2月14日  | ISBN 978-4-7973-8234-1                                            |                |                        |
| 12   | 2015年6月15日  | ISBN 978-4-7973-8332-4                                            |                |                        |
| 13   | 2015年8月12日  | ISBN 978-4-7973-8481-9                                            |                |                        |
| 14   | 2015年10月15日 | ISBN 978-4-7973-8523-6                                            |                |                        |
| 15   | 2016年2月15日  | ISBN 978-4-7973-8619-6（通常版） ISBN 978-4-7973-8618-9（限定版） |                |                        |
| 16   | 2016年6月14日  | ISBN 978-4-7973-8737-7                                            |                |                        |
| 17   | 2016年8月12日  | ISBN 978-4-7973-8886-2                                            |                |                        |
| 18   | 2016年10月15日 | ISBN 978-4-7973-8944-9                                            |                |                        |
| 19   | 2017年2月15日  | ISBN 978-4-7973-8970-8                                            |                |                        |
| 20   | 2017年6月15日  | ISBN 978-4-7973-9181-7                                            |                |                        |
| 21   | 2017年10月13日 | ISBN 978-4-7973-9383-5                                            |                |                        |
| 22   | 2018年6月15日  | ISBN 978-4-7973-9705-5                                            |                |                        |

### 漫畫
於《月刊Comp Ace》6月號連載。作畫。
| 冊數 | KADOKAWA       | KADOKAWA               |
| 冊數 | 發售日期       | ISBN                   |
| ---- | -------------- | ---------------------- |
| 1    | 2014年12月22日 | ISBN 978-4-04-102465-2 |
| 2    | 2015年1月26日  | ISBN 978-4-04-102466-9 |
| 3    | 2015年8月26日  | ISBN 978-4-04-103339-5 |
| 4    | 2016年2月26日  | ISBN 978-4-04-103782-9 |

## 電視動畫
於2015年1月12日至3月30日播放。

### 製作人員
- 原作：淡群赤光（GA文庫／SB創意刊）
- 監督、音響監督：稻垣隆行
- 系列構成：山口宏
- 角色原案：refeia
- 角色設計、總作畫監督：石川雅一
- 副角色設計、總作畫監督：渡邊一
- 異端者設計：朴性厚
- 武器設計：小菅和久
- CG監督：植木麻央
- 攝影監督：松井伸哉
- 編輯：柳圭介
- 動畫製作：Diomedéa

### 主題曲
片頭曲「GEMINI」
作詞：寶野亞莉華，作曲、編曲：片倉三起也，歌：petit milady
第1話當作片尾曲使用。
片尾曲
作詞：中村彼方，作曲：俊龍，編曲：Sizuk，歌：fortuna（嵐城早月〈竹達彩奈〉、漆原靜乃〈悠木碧〉、四門摩耶〈小倉唯〉、百地春鹿〈內田真禮〉）
插曲
作詞：中村彼方，作曲：俊龍，編曲：Sizuk，歌：fortuna（嵐城早月〈竹達彩奈〉、漆原靜乃〈悠木碧〉、四門摩耶〈小倉唯〉、百地春鹿〈內田真禮〉）
第13話
印象曲
作詞：中村彼方，作曲：羽岡佳，歌：petit milady

### 各話列表
| 話數 | 日文標題                      | 中文標題               | 劇本     | 分鏡     | 演出             | 作畫監督                                                              | 動作監修 | 改編原作小說 |
| ---- | ----------------------------- | ---------------------- | -------- | -------- | ---------------- | --------------------------------------------------------------------- | -------- | ------------ |
| 1話  | -The Reincarnater-            | 轉生者                 | 山口宏   | 不適用   | 不適用           | 小菅和久、齋藤和也 依田正彥、seo jung duck ju hyun woo、shin min seop | 細越裕治 | 第1卷        |
| 2話  | -The Swordbringer comes back- | 寄宿在我的劍裡吧，魔焰 | 山口宏   | 朴性厚   | 荻原露光         | 大西陽一、竹上貴雄 梶浦紳一郎                                         |          | 第1卷        |
| 3話  | -The Black Sorceress-         | 冥府的魔女             | 井上美緒 | 三澤伸   | 岩田義彥         | 德川惠梨、j-cube                                                      |          | 第2卷        |
| 4話  | -White knights assault-       | 白騎士強襲             | 井上美緒 | 坪田智浩 |                  | 安達祐輔、武本大介 輿石曉                                             |          | 第2卷        |
| 5話  | -We are the "Natsu"-          | We Are The・夏天       | 山口宏   | 小寺勝之 | 吳唯男、風見明廣 | NAM HYUN SIK KIM HYUN OK YU HYUN JIN                                  |          | 第3卷        |
| 6話  | -Our name is "The Saviors"-   | 我們是救世之劍         | 山口宏   | 三澤伸   | 秦義人           | 丸山修二、植竹康彥 櫻井正明、j-cube                                   |          | 第3卷        |
| 7話  | -a foreigner-                 | 銀髮的異邦人           | 井上美緒 | 稻垣隆行 | 石森真平         | 山田雅之、黑田和也 小野田貴之、福部憲知 江森真理子                    |          | 第4卷        |
| 8話  | -ambivalent-                  | 魔劍與聖劍             | 井上美緒 | 高林久彌 | 高林久彌         | 西田美弥子、Seo Jung Duck 上野卓志、依田正彥                          |          | 第4卷        |
| 9話  | -Lonely Soldier-              | 西伯利亞之行           | 山口宏   | 小寺勝之 | 本南宗吾郎       | 德川惠梨、桑島望 j-cube                                               |          | 第5卷        |
| 10話 | -Ouroboros-                   | 決戰·葉卡捷琳堡        | 山口宏   | 福田道生 | 荻原露光         | 古瀨登、安達祐輔 月岡英明、Han Jung Y                                 |          | 第5卷        |
| 11話 | -Karma-                       | 惡夢來自前世           | 山口宏   | 三澤伸   | 吳唯男           | 、獅子山龍 NAM HYUN SIK YU HYUN JIN SEO SEONG JONG                    |          | 原创         |
| 12話 | -Beyond the Time-             | 超越兩段人生           | 山口宏   |          | 稻垣隆行         | 安達祐輔、武本大介 Han Jung Y、Seo Jung Duk                           |          | 原创         |

### 播放電視台
日本深夜動畫：下文記載的日本国内播放時間使用日本標準時間（UTC+9）表示。因為部分時間标识會採用30小时制，因此請留意这类超过24:00的时间，其實際播放時間為翌日清晨。
| 播放地區   | 播放電視台 | 播放日期               | 播放時間（UTC+9）         | 所屬聯播網 | 備註   |
| ---------- | ---------- | ---------------------- | ------------------------- | ---------- | ------ |
| 關東廣域圈 | 東京電視台 | 2015年1月11日－3月29日 | 星期日 25時05分－25時35分 | 東京電視網 |        |
| 大阪府     | 大阪電視台 | 2015年1月13日－        | 星期一 26時10分－26時40分 | 東京電視網 |        |
| 愛知縣     | 愛知電視台 | 2015年1月13日－        | 星期二 26時35分－27時05分 | 東京電視網 |        |
| 日本全國   | AT-X       | 2015年1月14日－        | 星期三 20時30分－21時00分 | 衛星電視   | 有重播 |